# 埃米莉·布斯奎特
埃米莉·布斯奎特（法語：Émilie Busquant，1901年3月3日—1953年10月），是法國女權主義者、無政府工團主義者和反殖民活動家，嫁給了阿爾及利亞民族主義領袖梅薩利·哈吉，布斯奎特最為人所知的可能是當前阿爾及利亞國旗的設計者。雖然對於究竟是誰設計了帶有紅星和新月符號的綠白相間的旗幟存在一些爭議，但普遍認為布斯奎特在1934年縫製了第一版國旗。
1953年，她在阿爾及爾去世，而她的丈夫則流亡法國，他被拒絕在她臨終前探望她。一萬名隨行人員跟隨她的棺材，披著阿爾及利亞國旗，前往港口。她的喪禮在其出生地訥沃邁松舉行。
她的家鄉在2003年她逝世50週年之際為她豎起了一塊紀念牌，而導演拉巴·扎努（Rabah Zanoun）於2015年拍攝的一部紀錄片首次向法國觀眾介紹了她的故事。